# Niels Secher
Niels Secher (Frederiksberg, 24 de junio de 1946) es un deportista danés que compitió en remo. Ganó una medalla de oro en el Campeonato Mundial de Remo de 1970, en la prueba de doble scull.

## Palmarés internacional
| Campeonato Mundial | Campeonato Mundial      | Campeonato Mundial | Campeonato Mundial |
| Año                | Lugar                   | Medalla            | Prueba             |
| ------------------ | ----------------------- | ------------------ | ------------------ |
| 1970               | St. Catharines (Canadá) | Medalla de oro     | Doble scull        |